# Solterberg
Der Solterberg ist ein Berg mit einer Höhe von 196 m ü. NN in Vlotho.  Der Berg liegt im Osten des Ortsteils Exter und südlich des Baches Salze. Er gehört naturräumlich zum Weserbergland bzw. zu den Lipper Bergen. Nördlich liegt die Steinegge, östlich der Eiberg.
Der Solterberg wurde nach 1533 als Solter Berch erstmals schriftlich erwähnt.
Die Südseite grenzt an den Ortsteil Wüsten der Stadt Bad Salzuflen. In diesem ehemaligen Grenzbereich zwischen Preußen und Lippe spielte sich seinerzeit reger Schmuggel (u. a. Salz) ab.